# Tiếng Mondzi
Tiếng Mondzi (Munji) là một ngôn ngữ Lô Lô-Miến được sử dụng bởi người Lô Lô. Hầu hết người nói thứ tiếng này sống ở huyện Phúc Ninh, Vân Nam, Trung Quốc và tỉnh Hà Giang, Việt Nam.

### Văn liệu
- Hsiu, Andrew. 2014. "Mondzish: a new subgroup of Lolo-Burmese Lưu trữ ngày 3 tháng 3 năm 2016 tại Wayback Machine". In Proceedings of the 14th International Symposium on Chinese Languages and Linguistics (IsCLL-14). Taipei: Academia Sinica.
- Lama, Ziwo Qiu-Fuyuan (2012), Subgrouping of Nisoic (Yi) Languages, thesis, University of Texas at Arlington.